# Cladotanytarsus iucundus
Cladotanytarsus iucundus är en tvåvingeart som beskrevs av Hirvenoja 1962. Cladotanytarsus iucundus ingår i släktet Cladotanytarsus och familjen fjädermyggor. Arten har ej påträffats i Sverige. Inga underarter finns listade i Catalogue of Life.